# Фуг
Фуг (фр. Foug) насеље је и општина у североисточној Француској у региону Лорена, у департману Мерт и Мозел која припада префектури Тул.
По подацима из 2011. године у општини је живело 2734 становника, а густина насељености је износила 107,26 становника/km². Општина се простире на површини од 25,49 km². Налази се на средњој надморској висини од 270 метара (максималној 396 m, а минималној 231 m).

## Демографија
| 1962. | 1968. | 1975. | 1982. | 1990. | 1999. | 2011. |
| ----- | ----- | ----- | ----- | ----- | ----- | ----- |
| 3.278 | 3.415 | 3.373 | 3.048 | 2.873 | 2.740 | 2.734 |

График промене броја становника у току последњих година